# Васильсурский уезд
Васильсурский уезд (Васильский уезд) — административно-территориальная единица в составе Нижегородской губернии Российской империи и РСФСР, существовавшая в 1727—1923 годах. Уездный город — Васильсурск.

## История
Васильсурский уезд известен с допетровских времён. В 1708 году уезд был упразднён, а город Васильсурск отнесён к Казанской губернии. В 1719 году при разделении губерний на провинции отнесён к Свияжской провинции. В 1727 году уезд в составе Свияжской провинции был восстановлен.
В 1779 году уезд был отнесён к Нижегородскому наместничеству, которое в 1796 году преобразовано в Нижегородскую губернию. При этом от прежней территории Васильсурского уезда осталась лишь узкая полоса в Засурье между устьями рек Сура и Ветлуга. Все остальные земли были приписаны к Васильсурску из Нижегородского уезда. Фактическим центром обновлённого Васильсурского уезда с 1779 по 1783 годы являлось село Спасское.
3 февраля 1918 года из Васильсурского уезда в Макарьевский была передана Никольская волость.
28 ноября 1918 года из Васильсурского уезда в Княгининский была передана Ургинская волость
25 ноября 1920 года из Васильсурского уезда в Козьмодемьянский уезд Марийской автономной области была передана Емангашская волость.
26 мая 1921 года из Козьмодемьянского кантона Марийской автономной области была передана Емангашская волость.
10 июля 1922 года из Васильсурского уезда в Лысковский была передана Егорьевская волость.
27 апреля 1923 года Васильсурский уезд был упразднён. При этом Белавская, Бронсковатарская, Быковская, Воротынская, Емангашская, Ледырская, Прудищенская, Разнежская, Спасская, Троицкая, Фокинская и Юринская волости были переданы в Лысковский уезд, а Алисановская, Андреевская, Воскресенская, Маклаковская и Сосновская волости — в Сергачский уезд.

## Население
По данным переписи 1897 года в уезде проживало 127 333 чел. В том числе русские — 87,0 %; татары — 8,6 %; марийцы — 4,2 %. В уездном городе Васильсурске проживало 3 799 чел.

## Административное деление
В 1890 году в состав уезда входило 25 волостей:
| № п/п | Волость               | Волостное правление    | Число селений | Население |
| ----- | --------------------- | ---------------------- | ------------- | --------- |
| 1     | Алисановская          | с. Алисаново           | 18            | 4645      |
| 2     | Андреевская           | д. Андреевка           | 4             | 6671      |
| 3     | Антоновская           | с. Антоново            | 2             | 2053      |
| 4     | Бронско-Ватраская     | с. Бронский Ватрас     | 4             | 2138      |
| 5     | Быковская             | с. Быковка             | 7             | 3231      |
| 6     | Белавская             | с. Белавка             | 3             | 2833      |
| 7     | Воротынская           | с. Воротынец           | 8             | 9569      |
| 8     | Воскресенская         | с. Воскресенское       | 12            | 6061      |
| 9     | Высоко-Осельская      | с. Высокий Оселок      | 9             | 6807      |
| 10    | Егорьевская           | с. Егорьевское         | 11            | 3749      |
| 11    | Емангашская           | с. Микряково           | 6             | 6455      |
| 12    | Кекинская             | с. Кекино              | 14            | 5499      |
| 13    | Криушинская           | с. Криуши              | 7             | 4459      |
| 14    | Мигинская             | с. Мигино              | 4             | 6768      |
| 15    | Низовская             | с. Низовка             | 5             | 3160      |
| 16    | Никольская            | с. Никольское          | 3             | 1879      |
| 17    | Прудищенская          | с. Прудищи             | 5             | 4030      |
| 18    | Русско-Маклаковская   | с. Русское Маклаково   | 2             | 3354      |
| 19    | Сосновская            | с. Сосновка            | 3             | 3365      |
| 20    | Спасская              | с. Спасское            | 5             | 11195     |
| 21    | Татарско-Маклаковская | с. Татарское Маклаково | 1             | 4359      |
| 22    | Троицкая              | с. Троицкое            | 15            | 6526      |
| 23    | Ургинская             | д. Урга                | 1             | 2137      |
| 24    | Фокинская             | с. Фокино              | 4             | 4458      |
| 25    | Юринская              | с. Юрино               | 16            | 7443      |

В 1913 году в уезде было 24 волости: упразднена Русско-Маклаковская волость.